# Völpke
Völpke é um município da Alemanha, situado no distrito de Börde, no estado de Saxônia-Anhalt. Tem 17,22 km² de área, e sua população em 2019 foi estimada em 1.248 habitantes.